# Paralyricen knowlesi
Paralyricen knowlesi är en insektsart som beskrevs av Frederick Arthur Godfrey Muir 1913. Paralyricen knowlesi ingår i släktet Paralyricen och familjen Derbidae. Inga underarter finns listade i Catalogue of Life.